# Jean-Baptiste Geoffroy
Pour les articles homonymes, voir Geoffroy.
Ne pas confondre avec Jean-Baptiste Geoffroy (1706-1782), également jésuite.
Jean-Baptiste Geoffroy, né en 1601 dans le diocèse de Clermont et décédé le 30 octobre 1675 à Paris, est un Jésuite français, musicien d'église et compositeur, actif durant le second tiers du XVIIe siècle à Paris, et essentiellement connu pour la publication de deux recueils de musique sacrée en 1659 et 1661.

## Éléments de biographie
Outre les éditions de ses œuvres en 1659 et 1661, seules trois sources permettent d’esquisser la vie de Geoffroy. Il est cité dans le catalogue des œuvres des Jésuites français parues entre 1640 et 1670 compilée par le père Henri Rybeyrete. Plus tard, la Bibliothèque de la Compagnie de Jésus donne quelques précisions. Enfin, on connaît trois lettres de sa main écrites en 1640 et adressées au père minime Marin Mersenne en 1640.
De tout cela, on peut déduire les éléments suivants :
Il est né en 1601 dans le diocèse de Clermont, dans une localité non précisée. Il entre dans la Compagnie de Jésus le 27 octobre 1621 sans qu’on sache où il fait son noviciat (Avignon ? Paris ? A-t-il été étudiant au collège de Clermont à Paris ?). Il fait sa profession religieuse des quatre vœux le 22 avril 1640. Il est alors à Orléans (dont le collège fut fondé en 1617) : c’est de là qu’il écrit au père Mersenne et on lit qu’il avait rendu visite à ce savant au couvent des Minimes de la Place Royale à Paris.
Il a enseigné la grammaire, les humanités, la philosophie et la théologie dans un ou plusieurs collèges jésuites non précisés (Orléans ? Paris ?). À partir d’une date non connue mais antérieure à 1659, il est responsable de la musique à l’église de la Maison professe de Paris (c’est-à-dire l’église Saint-Louis). Il meurt à la Maison professe le 30 octobre 1675.
La carrière musicale de Geoffroy s’est probablement déroulée, dans un premier temps, dans la chapelle de la Maison professe, puis à l’église Saint-Louis (inaugurée en 1641). Il est un des premiers compositeurs jésuites identifiés en France, avec notamment Charles d'Ambleville, Antoine Parran et Sauvaire Intermet.

## Œuvres

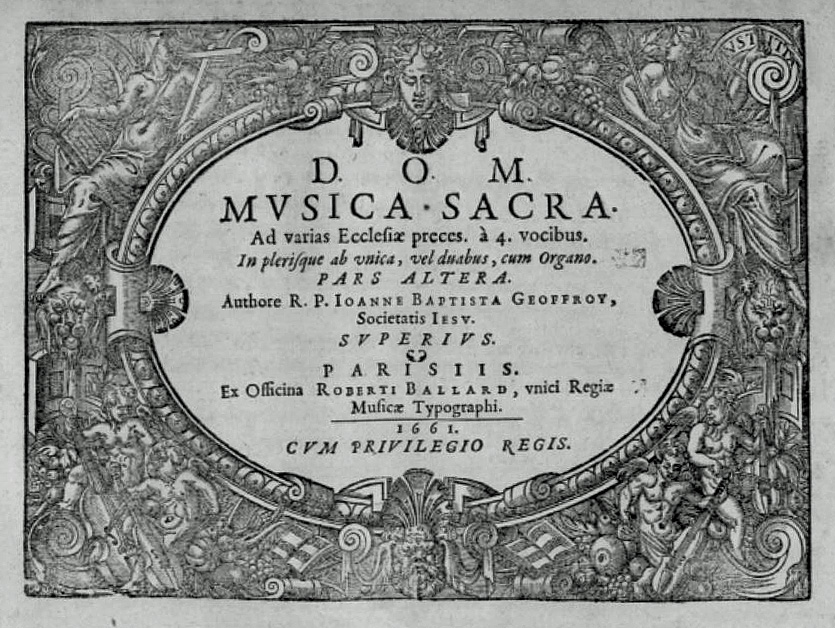
Page de titre de la Musica sacra de Jean-Baptiste Geoffroy (1661) (Paris Bib. Sainte-Geneviève)

- Les lettres envoyées à Mersenne, dont on ne possède pas les réponses, révèlent qu’il était féru de théorie musicale. Elles traitent des divisions harmoniques, et citent les théoriciens Guido d’Arezzo, Francesco Salinas, Gioseffo Zarlino et Antoine Parran. Elles contiennent deux petits motets de sa composition, dont l’un (Laudate Dominum omnes Sancti ejus) est transcrit par une méthode chiffrée et l’autre (O beatissime Joseph) est écrit en notation habituelle. Il y cite également un Ô pie Jesu et Ô Maria. Geoffroy a d’ailleurs inclus dans son recueil de 1661 un opuscule théorique en latin intitulé Systema generale harmonicum, à la fin du livret de basse continue.
- Musicalia varia ad usum ecclesiæ (Paris : Robert III Ballard, 1650). Cette édition, citée par Rybeyrete, est douteuse (mais si elle a existé elle est perdue).
- Musica sacra ad vesperas aliasque in ecclesia preces, a 4 vocibus. Paris : Robert III Ballard, 1659. 5 volumes 4° oblong. Seule la partie de superius est connue (Bibliothèque municipale de Toulouse)[4]. Elle est numérisée sur IMSLP.

Ce recueil contient les psaumes de vêpres, les principales hymnes et six magnificats. Les pièces sont pour 1, 2 ou 4 voix, parfois avec instruments.
- Musica sacra, ad varias ecclesiæ preces, à 4. vocibus. In plerisque ab unica, vel duabus, cum organo. Pars altera. Paris : Robert III Ballard, 1661. 5 volumes 4° oblong (superius, contra, tenor, bassus, bassus ad generalis organum). Le seul exemplaire complet est à Paris, Bibliothèque Sainte-Geneviève[5].

Ce recueil contient des hymnes et psaumes de complies, les antiennes de la Vierge, les prières pour le roi, pour le saint-sacrement, pour la Vierge, les litanies de la Vierge, les pièces pour les défunts, pour l’Avent, la Nativité et Quadragésime, Noël, les Lamentations de Jérémie (avec, chose unique, une basse continue réalisée en tablature de théorbe) et une messe à 4 voix. Ces Lamentations sont les premières qui sont publiées en France à l’époque baroque, avec celles de Michel Lambert (compositeur) (1662).
Les antiennes "O" de l’Avent pour chœur et basse continue sont éditées à Tours, La Sinfonie d'Orphée (2008). La messe (en ré) est éditée par les Éditions du Centre de musique baroque de Versailles en 2004, (coll. Cahiers de musique ; 59).
En fait, l’ensemble des pièces publiées dans ces deux recueils constituent une sorte de « boîte à outils » permettant à un maître de chapelle d’alimenter une maîtrise pour la plupart des heures et des époques liturgiques. La musique est d’une écriture simple, convenable sans doute à des collèges ; le compositeur prévoit souvent un effectif variable entre les voix et les instruments, qui permet de s’adapter aux ressources disponibles